# Portugiesische Fußballnationalmannschaft (U-18-Junioren)
Die portugiesische U-18-Fußballnationalmannschaft ist eine Auswahlmannschaft portugiesischer Fußballspieler. Sie gehört zur Federação Portuguesa de Futebol und repräsentiert sie auf der U-18-Ebene, in Freundschaftsspielen gegen die Auswahlmannschaften anderer nationaler Verbände. Spielberechtigt sind Spieler, die ihr 18. Lebensjahr noch nicht vollendet haben und die portugiesische Staatsangehörigkeit besitzen.

## Teilnahme bei U-18-Europameisterschaften
| 1981 in der BR Deutschland   | nicht qualifiziert |
| 1982 in Finnland             | Gruppenphase       |
| 1983 in England              | nicht qualifiziert |
| 1984 in der Sowjetunion      | Gruppenphase       |
| 1986 in Jugoslawien          | nicht qualifiziert |
| 1988 in der Tschechoslowakei | Finale             |
| 1990 in Ungarn               | Finale             |
| 1992 in Deutschland          | Finale             |
| 1993 in England              | 4. Platz           |
| 1994 in Spanien              | Sieger             |
| 1995 in Griechenland         | nicht qualifiziert |
| 1996 in Frankreich           | Gruppenphase       |
| 1997 in Island               | Finale             |
| 1998 auf Zypern              | 4. Platz           |
| 1999 in Schweden             | Sieger             |
| 2000 in Deutschland          | nicht qualifiziert |
| 2001 in Finnland             | nicht qualifiziert |

## Trainer
(unvollständig)
- Edgar Borges (seit 2009)

## Rekorde

### Rekordspieler
28. November 2013
| # | Name                | Spiele | Tore | erstes Spiel  | letztes Spiel |
| - | ------------------- | ------ | ---- | ------------- | ------------- |
| 1 | Marco Caneira       | 35     | 0    | 22. Okt. 1995 | 26. Juli 1998 |
| 2 | Simão Sabrosa       | 32     | 19   | 23. Juli 1996 | 26. Juli 1998 |
| 3 | João Oliveira Pinto | 30     | 6    | 17. Nov. 1991 | 15. Apr. 1994 |
| 4 | Paulo Pilar         | 29     | 7    | 31. März 1988 | 29. Juli 1990 |
| 5 | Rui Bento           | 28     | 4    | 31. März 1988 | 29. Juli 1990 |
| 5 | Hugo Leal           | 28     | 1    | 28. Sep. 1996 | 23. Juli 1998 |
| 7 | Jorge Costa         | 27     | 2    | 31. März 1988 | 26. Juli 1990 |
| 7 | Quinito             | 27     | 2    | 28. Okt. 1977 | 20. Mai 1980  |
| 9 | Nuno Afonso         | 24     | 0    | 1. Dez. 1990  | 25. Juli 1993 |
| 9 | Paulo Futre         | 24     | 3    | 27. Dez. 1981 | 29. Mai 1984  |

- Fett gedruckte Namen können noch in die U-19 Nationalmannschaft berufen werden bzw. sind dort noch aktiv.

### Rekordtorschützen
28. November 2013
| #  | Name               | Tore | Spiele | Quote | erstes Spiel  | letztes Spiel |
| -- | ------------------ | ---- | ------ | ----- | ------------- | ------------- |
| 1  | Simão Sabrosa      | 19   | 32     | 0.59  | 23. Juli 1996 | 26. Juli 1998 |
| 2  | Bambo              | 18   | 24     | 0.75  | 1. Dez. 1990  | 25. Juli 1993 |
| 3  | Serafim Pereira    | 13   | 9      | 1.44  | 16. Apr. 1960 | 8. Apr. 1961  |
| 4  | João Pinto         | 11   | 22     | 0.50  | 31. März 1988 | 29. Juli 1990 |
| 5  | Luís Figo          | 8    | 21     | 0.38  | 29. Dez. 1988 | 29. Juli 1990 |
| 6  | Agostinho          | 7    | 9      | 0.33  | 11. Mai 1993  | 15. Apr. 1994 |
| 6  | Litos              | 7    | 9      | 0.77  | 30. Nov. 1983 | 29. Mai 1984  |
| 8  | Gil Gomes          | 7    | 15     | 0.46  | 15. März 1989 | 29. Juli 1990 |
| 9  | Nando              | 7    | 18     | 0.38  | 2. Apr. 1969  | 30. Mai 1971  |
| 10 | Diamantino Miranda | 7    | 21     | 0.33  | 12. März 1976 | 9. Mai 1978   |

- Fett gedruckte Namen können noch in die U-19 Nationalmannschaft berufen werden bzw. sind dort noch aktiv.

## Ehemalige und bekannte Spieler
(Auswahl)
- Vítor Baía
- Nuno Capucho
- Sérgio Conceição
- Jorge Costa
- Rui Costa
- Fernando Couto
- Dimas
- Domingos
- Luís Figo
- João Moutinho
- João Pinto
- Sá Pinto
- Ricardo Quaresma
- Cristiano Ronaldo
- Carlos Secretário
- Simão
- Paulo Sousa
- Miguel Veloso
- Abel Xavier
- Bebé